# Ol' Blue Eyes Is Back
Ol' Blue Eyes Is Back (traducido: "El viejo ojos azules está de vuelta") es un álbum de 1973 publicado por el cantante estadounidense Frank Sinatra, el sexagésimo de su carrera.
Sinatra regresó de su breve jubilación con el apropiado título de Ol' Blue Eyes Is Back. Liberado entre un torbellino de publicidad, el álbum fue un éxito comercial, ganando estatus de oro y alcanzando un lugar cercano al top-ten en el Reino Unido y las tablas Billboard. El álbum estuvo acompañado de un especial televisivo, Magnavox Presentes Frank Sinatra, el cual reunió Sinatra con Gene Kelly.

## Listado de canciones
1. "You Will Be My Music" (Joe Raposo) - 3:52
2. "You're So Right (For What's Wrong in My Life)" (Victoria Pike, Teddy Randazzo, Roger Joyce) – 4:03
3. "Winners" (Raposo) – 2:50
4. "Nobody Wins" (Kris Kristofferson) – 5:10
5. Send in the Clowns" (Stephen Sondheim) – 4:10
6. "Dream Away" (John Williams, Paul Williams) – 4:22
7. "Let Me Try Again" ("Laisse-moi le temps") (Paul Anka, Sammy Cahn, Michel Jourdan) – 3:31
8. "There Used to Be a Ballpark" (Raposo) – 3:34
9. "Noah" (Raposo) – 4:22

## Personal
- Frank Sinatra - Vocalista
- Gordon Jenkins - Arreglista, Conductor
- Don Costa - Arreglista, Conductor
- Dave Bhang - Diseño
- Stan Cornyn - Notas
- Ed Greene - Remezcla
- Don MacDougall - Ingeniero
- Donald MacDougall	- Ingeniero
- Ed Thrasher - Dirección Artística, Fotografía

## Sencillos
Los dos sencillos de Ol' Blue Eyes Is Back fueron lanzados en 1973. El primero de los dos fue "Let Me Try Again" en el lado A y "Send in the Clowns" en el lado B.  El segundo sencillo presentó "You Will be My Music" y "Winners" en el lado A/B respectivamente. En 1976, "Send in the Clowns" fue relanzado como sencillo, esta vez presentando como lado B "I Love My Wife."

## Recepción
Allmusic le dio una baja calificación con dos de cinco estrellas. Stephen Thomas Erlewine de Allmusic expresó que "muchas de las canciones terminan haciendo una pequeña impresión, como si fueran hechas de una sola" y "mucho del material es inconmensurable, con ligeras y clichés melodías, letras subdesarrolladas."
Ol' Blues Is Back alcanzó el puesto #13 en las tablas Billboard 200 de 1973.